# Pararaisaïta
La pararaisaïta és un mineral de la classe dels sulfats.

## Característiques
La pararaisaïta és un mineral de fórmula química CuMg[Te6+O₄(OH)₂]·6H₂O. Va ser aprovada com a espècie vàlida per l'Associació Mineralògica Internacional l'any 2018, sent publicada per primera vegada el mateix any. Cristal·litza en el sistema monoclínic. La seva duresa a l'escala de Mohs és 2,5. És un mineral dimorf de la raisaïta.
L'exemplar que va servir per a determinar l'espècie, el que es coneix com a material tipus, es troba conservat a les col·leccions mineralògiques del Museu d'Història Natural del Comtat de Los Angeles, a Los Angeles (Califòrnia) amb el número de catàleg: 67272.

## Formació i jaciments
Va ser descoberta a la mina North Star, a la localitat de Mammoth, dins el comtat de Juab (Utah, Estats Units), on es troba en forma de prismes estriats de color blau intens de fins a 0,4 mm de longitud en cavitats en matrius de quars, associada a goldfieldita i barita. Es tracta de l'únic indret de tot el planeta on ha estat descrita aquesta espècie mineral.